# Günter Bartusch
Günter Bartusch (* 18. April 1943 in Freiberg; † 9. Juli 1971 in Hohenstein-Ernstthal) war ein deutscher Motorradrennfahrer.
Zu seiner aktiven Zeit war er einer der populärsten Rennfahrer der DDR.

## Karriere
Günter Bartusch debütierte beim Großen Preis der DDR 1968 in der 125-cm³-Klasse der Motorrad-Weltmeisterschaft. Er pilotierte bei seinem Heimrennen auf dem Sachsenring eine MZ-Werksmaschine und belegte hinter den Yamaha-Werksfahrern Phil Read und Bill Ivy aus Großbritannien auf Anhieb den dritten Platz. Nur eine Woche später, beim Großen Preis der Tschechoslowakei in Brünn, wiederholte er diesen Erfolg. Die so eingefahrenen acht WM-Zähler brachten ihm Rang neun in der WM-Gesamtwertung ein. In der nationalen 125-cm³-Meisterschaft der DDR gewann Bartusch in diesem Jahr den Titel.
In der folgenden Saison nahm Günter Bartusch an vier WM-Rennen teil. Sein erfolgreichstes Rennwochenende hatte er dabei beim Finnland-Grand-Prix in Imatra. In der 125-cm³-Klasse belegte er den zweiten Rang hinter dem britischen Kawasaki-Piloten Dave Simmonds, der in diesem Jahr überlegen Weltmeister wurde. Bei den 250ern wurde Günter Bartusch hinter dem Schweden Kent Andersson ebenfalls Zweiter. In der 250-cm³-DDR-Meisterschaft wurde er hinter Heinz Rosner Vize-Meister.
In der Saison 1970 startete Bartusch in drei verschiedenen Klassen bei Grand-Prix-Rennen. Größter Erfolg des Jahres war dabei der zweite Rang hinter Giacomo Agostini im 350-cm³-Rennen um den Ulster Grand Prix in Nordirland. In der 125-cm³-Klasse der WM trat der Sachse mit der neu entwickelten, technisch problematischen MZ RZ 125 permanent an, erreichte mit Rang drei bei der Isle of Man TT lediglich einen Podestplatz, was den MZ dazu bewog, nicht weiter mit dem Motorrad anzutreten.
1971 konzentrierte man sich bei MZ auf die größeren Klassen. Der sächsische Hersteller startete mit einem Doppelsieg beim 250er-Rennen um den Großen Preis von Österreich auf dem Salzburgring, bei dem Günter Bartusch den zweiten Rang hinter seinem italienischen Teamkollegen Silvio Grassetti belegte, in die Saison. Beim folgenden Großen Preis von Deutschland, der auf dem Hockenheimring stattfand, verletzte sich der Freiberger bei einem Sturz am Handgelenk. Auch bei der Dutch TT in Assen zog er sich Verletzungen zu.
Am Freitag, den 9. Juli 1971, verunglückte Günter Bartusch auf seiner ersten Runde im Training der 350-cm³-Klasse zum Großen Preis der DDR auf dem Sachsenring in Hohenstein-Ernstthal tödlich. Die Unfallursache ist bis heute unklar. Obwohl einige Motorradmagazine berichteten, der Motor seiner Maschine sei festgegangen, bestritt MZ diese Meldung und gab einen Fahrfehler als Sturzursache an. Bartusch wurde vor dem Rennen mit einer Schweigeminute gedacht. Auf dem vierten Startplatz, der ihm zu Ehren frei blieb, legte ADMV-Präsident Egbert von Frankenberg und Proschlitz ein Blumengebinde nieder.

## Statistik

### Erfolge
- 1968 – 125-cm³-DDR-Meister auf MZ[1]
- 1969 – 250-cm³-DDR-Vize-Meister auf MZ[1]

### In der Motorrad-Weltmeisterschaft
| Saison | Klasse  | Ergebnis | Maschine | Siege |
| ------ | ------- | -------- | -------- | ----- |
| 1968   | 125 cm³ | 9.       | MZ       | 0     |
| 1969   | 125 cm³ | 16.      | MZ       | 0     |
| 1969   | 250 cm³ | 11.      | MZ       | 0     |
| 1970   | 125 cm³ | 9.       | MZ       | 0     |
| 1970   | 250 cm³ | 15.      | MZ       | 0     |
| 1970   | 350 cm³ | 8.       | MZ       | 0     |
| 1971   | 250 cm³ | 15.      | MZ       | 0     |
| 1971   | 350 cm³ | 48.      | MZ       | 0     |

## Verweise